# صدف مروارید
صَدَف مُروارید یا صدف مرواریدساز یک جانور آبزی است.
آن‌ها نرم‌تنانی دوکفه‌ای (نام علمی: Pinctada) از خانوادهٔ نرم‌تنان بالدار هستند که در خود تولید مروارید می‌کنند.
در این صدف‌ها لایه‌ای صدفی و سخت به نام نقیر وجود دارد.
گونه صدف‌های مروارید موجود در خلیج فارس عبارتند از:
- صدف مرواریدساز محار (Pinctada fucata)
- صدف مروارید نقره‌ای (Pinctada radiata)
- صدف مروارید نیمه (Pteria marcoptera)
- صدف مرواریدساز لب‌سیاه (Pinctada margaritifera)

از گونه‌های مهم تجاری در دیگر آب‌های جهان می‌توان به این صدف‌ها اشاره کرد:
- صدف مرواریدساز لب‌سفید (Pinctada maxima)
- صدف مرواریدساز استرالیا (Pinctada albina)